# Bielica (dopływ Goworówki)
Bielica – potok górski w południowo-zachodniej Polsce w woj. dolnośląskim w Sudetach Wschodnich.
Górski potok o długości około 7,26 km, lewy dopływ Goworówki, jest ciekiem IV rzędu należącym do dorzecza Odry, zlewiska Morza Bałtyckiego.

## Położenie
Potok w Masywie Śnieżnika i Obniżenie Bystrzycy Kłodzkiej. Źródło rzeki położone jest na obszarze Śnieżnickiego Parku Krajobrazowego w południowo-zachodniej części Masywu Śnieżnika na południowym zboczu wzniesienia Niedźwiedź w Jodłowie.

## Charakterystyka
W części źródliskowej potok przez niewielki odcinek płynie w kierunku północno-zachodnim, zalesionym głębokim wyżłobieniem. Po kilkudziesięciu metrach od źródła potok skręca na zachód. Na poziomie 550 m n.p.m. rzeka opuszcza granicę Śnieżnickiego Parku Krajobrazowego i wpływa na Obniżenie Bystrzycy Kłodzkiej. Po opuszczeniu parku potok skręca na północny zachód i meandrując płynie otwartym terenem w kierunku ujścia, gdzie na wysokości ok. 424 m n.p.m. w Roztokach uchodzi do Goworówkij. Koryto potoku kamienisto-żwirowe słabo spękane i nieprzepuszczalne. Zasadniczy kierunek biegu potoku jest zachodni. Jest to potok górski odwadniający południowo-zachodnią część Masywu Śnieżnika oraz południową część Obniżenia Bystrzycy Kłodzkie. Potok nieuregulowany dziki. Płynie otwartym niezabudowanym terenem. Brzegi w 85% zadrzewione.

## Budowa geologiczna
Potok płynie przez obszar zbudowany ze skał metamorficznych – metamorfik Lądka i Śnieżnika. Tworzą go łupki łyszczykowe i gnejsy śnieżnickie, a podrzędnie kwarcyty, amfibolity i łupki amfibolitowe, erlany i łupki grafitowe.

## Dopływy
Kilka bezimiennych strumieni i potoków mających źródła na zboczach przyległych wzniesień oraz kilkanaście cieków okresowych.

## Inne
- Wg Region. Zarz. Gospodar. Wodnej potok nosi nazwę Bielica i jest lewostronnym dopływem Goworówki[6].